# Darja Kondakowa
Darja Kondakowa (ur. 30 lipca 1991 w Soczi) – rosyjska gimnastyczka artystyczna, czterokrotna mistrzyni świata, wicemistrzyni Europy.
Największym jej osiągnięciem jest cztery złote medale (w drużynowym wieloboju i ćwiczeniach ze skakanką) i 11 srebrnych medali indywidualnie w mistrzostwach świata. W 2010 roku, w Bremie, zdobyła wicemistrzostwo Europy w wieloboju indywidualnym.